# Милий дім (серіал)
«Милий дім» (кор.: хангиль: 스위트홈) — південнокорейський веб-серіал з Сон Каном, Лі Чжин Уком та Лі Сі Юн у головних ролях. Заснований на однойменному вебтуні Кіма Карнбі та Хван Йон Чана, який зібрав понад 2,1 мільярда переглядів. Перший сезон серіалу вийшов на Netflix 18 грудня 2020 року. Другий сезон заплановано на 1 грудня 2023 року. 3-й сезон також перебуває у виробництві.

## Короткий опис
Після несподіваної сімейної трагедії Ча Хьон Су (Сон Кан) залишає рідний дім і переїжджає до квартири. Невдовзі там починають з'являтися монстри. Люди, які перебувають у квартирі, опиняються в пастці всередині будівлі, розуміючи, що монстри ховаються всюди ззовні. Хьон Су та інші мешканці ховаються всередині будівлі в надії вижити якомога довше.

## Персонажі
- Сон Кан у ролі Ча Хьонсу, хворого на клінічну депресію, який покинув школу та переїжджає в Green Home після того, як його сім'я гине в автомобільній аварії. Він стає гібридом монстра та людини, набуваючи надлюдських регенеративних здібностей.
- Лі Чжін Ук у ролі Пьон Санук, таємничого найманого вбивці з серйозними шрамами від опіків на обличчі. Він переслідує Юн Дже протягом першої половини першого сезону і стає надійним союзником жителів. Молодого Пьон Сан Ука зіграв Лі Юджин.[5]
- Лі Сі Йон у ролі Со Ікьон, колишньої пожежниці, чий наречений таємничим чином зник за два дні до весілля. Вона також є досвідченим мастером бойових мистецтв і стрілком, служила в спецназі. Персонажка Сі-Янг є ексклюзивним для серіалу, та вона не з’являється в коміксах.
- Пак Гю Йон у ролі Юн Джісу, проблемної бас-гітаристки, яка переїжджає до Green Home після самогубства свого хлопця. Вона вправно володіє бейсбольною битою, а також грає на акустичній гітарі.
- Го Мін-сі в ролі Лі Ю Ю, гордовитої усиновленої молодшої сестри Юн Хьок і балерини-початківця, яка звільнилася через травму ноги.
- Кім Хі Чон у ролі Ча Джін Ок, відчайдушної матері, яка шукає зниклого Мін Джу та директора дитячого садка.
- Кім Гук Хі в ролі Сон Хе Ін, жінки середнього віку, яка любить пліткувати та має домашнього померанського шпіца на ім’я Бом.
- Лі Джун У в ролі Рю Чже Хван, молодого моделі-початківця. Він глибоко засмучений апокаліпсисом, який перешкодив йому підтримувати особисту гігієну.
- Хео Юль у ролі Кім Су Йон, 9-річної сироти та старшої сестри Йон Су.
- Чой Го в ролі Кім Йон Су, 6-річної сироти та молодшого брата Су Йон Су.
- Ву Чон Кук у ролі Кан Сун Ван, боязкого жителя в окулярах.

## Сезони
| Сезон | Епізоди | Епізоди | Оригінальний випуск | Оригінальний випуск |
| ----- | ------- | ------- | ------------------- | ------------------- |
| 1     | 10      | 10      | 18 грудня 2020      | 18 грудня 2020      |
| 2     | 8       | 8       | 1 грудня 2023       | 1 грудня 2023       |
| 3     | 8       | 8       | 19 липня 2024       | 19 липня 2024       |

## Реліз
18 листопада 2020 року Netflix випустив трейлер серіалу, оголосивши, що прем'єра «Милий дім» відбудеться 18 грудня. У червні 2022 року серіал продовжили на два додаткові сезони.